# Bucculatrix anaticula
Bucculatrix anaticula är en fjärilsart som beskrevs av Braun 1963. Bucculatrix anaticula ingår i släktet Bucculatrix och familjen kronmalar. Inga underarter finns listade i Catalogue of Life.